# معين الشرفا
معين زايد رباح الشرفا (13 مارس 1970 – 6 نوفمبر 2023) هو طبيب تخدير فلسطيني من مدينة غزة، تخرج من جامعة إندونيسيا، عمل طبيب استشاري تخدير في مسشتفى كمال عدوان واستمر في عمله خلال حرب الإبادة في مستشفى القدس.

## وفاته
اغتيل معين زايد الشرفا يوم الإثنين بتاريخ 6 نوفمبر 2023 خلال ضربةٍ جوية نفذتها القوات الجوية الإسرائيلية على منزل عائلته في قطاع غزة، وذلك خلال الرد الإسرائيلي على عملية طوفان الأقصى.